# 門別町
門別町（もんべつちょう）は、北海道日高支庁管内西部にあった町。2006年3月1日、日高町（当時）との飛地合併により新しい「日高町」となった。
町名の由来は、アイヌ語の「モペッ」（静かなる川の意）から。網走支庁の紋別市と読みが同じであるため、「日高門別」と呼んで区別することがある。

## 地理
日高管内西部に位置。南部は太平洋に面する。西を胆振管内と接し、日高管内の玄関口となる町であった。
- 山:
- 河川: 沙流川、日高門別川、厚別川

### 隣接していた自治体
- 日高支庁
  - 沙流郡：平取町
  - 新冠郡：新冠町
- 胆振支庁
  - 勇払郡：鵡川町

## 沿革
- 1872年（明治4年）字制が施行される。
- 1880年 沙流郡各村戸長役場が設置される。
- 1909年 沙流郡門別村、佐瑠太村（さりふと）、平賀村（びらが）、富仁家村（とにか）、慶能舞村（けのまい）、波恵村（はえ）、菜実村（なみ）、厚別村、賀張村を合併、二級町村制、沙流郡門別村となる。
- 1929年 一級町村制施行
- 1943年（昭和18年）普通町村制施行
- 1952年 町制施行、門別町となる。
- 2006年（平成18年）3月1日 日高町と合併、（新）日高町となる。

### 地名の変遷
- 1936年（昭和11年）当時の村内の地名は以下のように再編。
  - 門別 → 門別町、西門別、旭ヶ丘、幾千世、庫富、広富
  - 波恵 → 豊郷、旭ヶ丘
  - 佐瑠太 → 門別町、富川町、平賀、富浜
  - 富仁家 → 富川町、富浜
  - 平賀 → 平賀、福満、富川町
  - 慶能舞 → 清畠、賀張
  - 菜実 → 正和、三和
  - 厚別 → 厚賀町、豊田、美原、正和、三和
  - 賀張 → 賀張、厚賀町
- 1952年 （字）門別町を本町、西門別を緑町、旭ヶ丘を旭町とそれぞれ改称。

## 経済
稲作、畑作、酪農、馬産、漁業など。
漁業ではシシャモの孵化放流事業を行っている。

## 教育
- 高等学校
  - 北海道富川高等学校
- 中学校
  - 厚賀、富川、門別
- 小学校
  - 厚賀、賀張、清畠、庫富、里平、正和、富川、豊郷、門別

## 交通

### 鉄道
- 北海道旅客鉄道（JR北海道）
  - 日高本線 : 富川駅 - 日高門別駅 - 豊郷駅 - 清畠駅 - 厚賀駅
当町の区間は合併後の2021年4月1日に廃止。

### バス
- 道南バス

### 道路
- 高規格幹線道路
  - 日高自動車道 : 日高富川IC（供用開始は合併後の2006年3月19日）
- 一般国道
  - 国道235号
  - 国道237号
- 都道府県道
  - 北海道道71号平取静内線
  - 北海道道80号平取門別線
  - 北海道道208号比宇厚賀停車場線
  - 北海道道289号富川停車場線
  - 北海道道351号正和門別停車場線
  - 北海道道1026号新冠平取線

## 名所・旧跡・観光スポット・祭事・催事
- 日高ケンタッキーファーム
- 門別競馬場
- 門別灯台（日高門別灯台）

## 出身有名人
- 栗家山恵三（大相撲力士）
- 石川ことみ（お笑いタレント - 元上海ドール）
- 坂口允彦（将棋棋士）
- 高沢秀昭（プロ野球選手）
- 中村裕司（競馬騎手）
- 沼田義明（プロボクサー、WBA・WBC統一世界王者）
- 平目孝志（競馬騎手）
- 門別啓人（プロ野球選手）